# Мисан, Павел Пантелеевич
Павел Пантелеевич Мисан (27 июня 1907 — 20 января 1977) —участник Великой Отечественной войны, командир расчёта 76-миллиметровой пушки 1054-го стрелкового полка 301-й стрелковой Сталинской ордена Суворова 2-й степени дивизии 9-го Краснознамённого стрелкового корпуса, старшина. кавалер ордена Славы трёх степеней.

## Биография
Родился 27 июня 1907 года в станице Кореновской, ныне г. Кореновск Краснодарского края. Работал в колхозе.
В Красной Армии и в боях Великой Отечественной войны с августа 1941 года.
22 сентября 1944 года за мужество и отвагу проявленные в боях старший сержант Мисан Павел Пантелеевич награждён орденом Славы 3-й степени. 4 марта 1945 года награждён орденом Славы 2-й степени.
16 апреля 1945 года у населённого пункта Вербиг Германия на левом берегу берегу реки Одер уничтожил пять огневых точек и свыше отделения вражеских солдат. 20 апреля 1945 года близ германского города Бацлов при отражении вражеской контратаки старшина Павел Мисан рассеял свыше взвода пехоты противника и подавил четыре огневые точки.
Указом Президиума Верховного Совета СССР от 15 мая 1946 года гвардии сержант Мисан Павел Пантелеевич награждён орденом Славы 1-й степени, став полным кавалером ордена Славы.
.
В 1945 году демобилизован. Скончался 20 января 1977 года Кореновск.

## Награды
- орден Красной Звезды (5.6.1944)

- Орден Славы I степени (15.05.1946)
- Орден Славы II степени (4.3.1945)[2]
- Орден Славы III степени (22.09.1944)
- Медаль «В ознаменование 100-летия со дня рождения Владимира Ильича Ленина» (6 апреля 1970)
- Медаль «За победу над Германией в Великой Отечественной войне 1941—1945 гг.» (9 мая 1945[3])
- Юбилейная медаль «Двадцать лет Победы в Великой Отечественной войне 1941—1945 гг.» (7 мая 1965[4])
- Юбилейная медаль «Тридцать лет Победы в Великой Отечественной войне 1941—1945 гг.»[5]
- Медаль «Ветеран Вооружённых Сил СССР»
- Медаль «30 лет Советской Армии и Флота».[6]
- Юбилейная медаль «40 лет Вооружённых Сил СССР»[7]
- Юбилейная медаль «50 лет Вооружённых Сил СССР» (26 декабря 1967[8])

- Знак «Гвардия»
- Знак МО СССР «25 лет Победы в Великой Отечественной войне» (24 апреля 1970)

## Память
- На могиле установлен надгробный памятник.
- Имя Героя золотыми буквами вписано на мемориальной доске в Краснодаре.